# Boucardicus delicatus
Boucardicus delicatus е вид охлюв от семейство Cyclophoridae. Видът е застрашен от изчезване.

## Разпространение
Разпространен е в Мадагаскар.